# Ошараш
Ошараш — деревня в составе Воздвиженского сельсовета в Воскресенском районе Нижегородской области.

## География
Находится на расстоянии примерно 30 километров по прямой на восток-северо-восток от районного центра поселка  Воскресенское.

## История
Деревня изначально имела марийское население, обрусевшее в течение XX века. Входила в Макарьевский уезд Нижегородской губернии, в 1859 году отмечено 9 дворов и 48 жителей. В 1911 году учтено 12 дворов, а в 1925 году 150 жителей.

## Население
Постоянное население составляло 35 человек (русские 91%) в 2002 году, 20 в 2010 году .